# Michaele Schreyer
Michaele Schreyer (ur. 9 sierpnia 1951 w Kolonii) – niemiecka polityk, ekonomistka i nauczyciel akademicki, w latach 1999–2004 członkini Komisji Europejskiej.

## Życiorys
W latach 1970–1976 studiowała ekonomię i socjologię na Uniwersytecie w Kolonii, doktoryzowała się w 1983. Pracowała jako nauczyciel akademicki na Wolnym Uniwersytecie Berlina.
Zaangażowała się w działalność polityczną w ramach Zielonych. W latach 1983–1987 była doradcą w Bundestagu. Od 1989 do 1990 wchodziła w skład Senatu Berlina jako minister do spraw urbanizacji i ochrony środowiska. W latach 1991–1999 sprawowała mandat posłanki do stołecznej Izby Deputowanych. We wrześniu 1999 dołączyła do Komisji Europejskiej, na czele której stanął Romano Prodi. Została w niej komisarzem ds. budżetu, pełniąc tę funkcję do listopada 2004 (od maja 2004 wspólnie z Markosem Kiprianu).
Po odejściu z KE powróciła do działalności akademickiej na berlińskich uczelniach. Objęła funkcję wiceprzewodniczącej Sieci Ruchu Europejskiego Niemcy. Współtworzyła koncepcję powołania ERENE, nowej europejskiej wspólnoty wzorowanej na Euratomie, która miałaby za zadanie wspierać ponadnarodową współpracę w dziedzinie odnawialnych źródeł energii.